# Ethulia
 Ethulia  L.f., 1762 è un genere di piante angiosperme dicotiledoni della famiglia delle Asteraceae.

## Etimologia
Il nome scientifico del genere è stato definito per la prima volta dal botanico Carl Linnaeus (1741-1783) nella pubblicazione " Decas Prima [Secunda] Plantarum Rariorum Horti Upsaliensis" ( Dec. Pl. Hort. Upsal. 1) del 1762 .

## Descrizione
Le specie di questo genere sono delle piccole erbacee (talvolta rizomatose) con cicli biologici perenni (o annuali). Gli steli, costati e spesso legnosi alla base, sono eretti o decombenti. Spesso sulla superficie di queste piante sono presenti peli con cellule erette o peli a forma di "T" o di tipo flagelliforme o ghiandole globose sessili.
Le foglie sono disposte in modo alterno (raramente opposte) e sono brevemente picciolate (o subsessili). La lamina in genere è intera, ampiamente lineare-lanceolata; la consistenza può essere membranacea. Le venature normalmente sono pennate. I margini sono dentati. La superficie può essere pubescente (ghiandole punteggiate).
L'infiorescenza è formata da numerosi capolini omogami e discoidi (brevemente peduncolati) in formazioni cimose/corimbose. La struttura dei capolini è quella tipica delle Asteraceae: un peduncolo sorregge un involucro a forma da campanulata a subglobosa (o emisferica) composto da 15 - 40 squame (o brattee) disposte su 2 - 3 serie embricate che fanno da protezione al ricettacolo sul quale s'inseriscono i fiori di tipo tubuloso. Le brattee dell'involucro, persistenti con margini scariosi e apici acuti e subuguali, a volte sono divise in esterne (più corte) e interne. Il ricettacolo, piatto (o talvolta convesso), normalmente è sprovvisto di pagliette (ricettacolo nudo).
I fiori, da 3 a 100, sono tetra-ciclici (ossia sono presenti 4 verticilli: calice – corolla – androceo – gineceo) e pentameri (ogni verticillo ha in genere 5 elementi). I fiori sono inoltre ermafroditi e actinomorfi.
- Formula fiorale:

*/x K {\displaystyle \infty }, [C (5), A (5)], G 2 (infero), achenio
- Calice: i sepali del calice sono ridotti ad una coroncina di squame.
- Corolla: la corolla, strettamente tubolare, può essere pubescente oppure cosparsa di ghiandole; i lobi (insieme formano un lembo strettamente campanulato) sono 5, stretti e glabri. Il colore varia da porpora, malva, rosa a bianco.
- Androceo: gli stami sono 5 con filamenti liberi e distinti, mentre le antere (ottusamente auricolate) sono saldate in un manicotto (o tubo) circondante lo stilo.[11] Le antere alla base sono piane (o con appendici apicali ovate-lanceolate); in genere sono prive di ghiandole. Il polline è del tipo tricolporato (con tre aperture sia di tipo a fessura che tipo isodiametrica o poro)[12]; non è di tipo "lophato".
- Gineceo: lo stilo è filiforme con base priva di nodi e con corti, acuti peli a spazzola. Gli stigmi dello stilo sono due lunghi e divergenti; sono sottili, pelosi e con apice acuto. L'ovario è infero uniloculare formato da 2 carpelli. Gli stigmi hanno la superficie stigmatica interna (vicino alla base).[13]

I frutti sono degli acheni con pappo. Gli acheni hanno 2 - 6 coste con forme da subcilindriche a spiraleggianti (o obconiche). Sulla superficie degli acheni (tra le coste) sono presenti dei tricomi ghiandolosi oppure dei tubercoli; all'interno si può trovare del tessuto di tipo idioblasto e rafidi di tipo da corti a elongati; non è presente il tessuto fitomelanina. Il pappo è assente o di tipo coroniforme (un anello calloso ben definito).

## Biologia
- Impollinazione: l'impollinazione avviene tramite insetti (impollinazione entomogama tramite farfalle diurne e notturne).
- Riproduzione: la fecondazione avviene fondamentalmente tramite l'impollinazione dei fiori (vedi sopra).
- Dispersione: i semi (gli acheni) cadendo a terra sono successivamente dispersi soprattutto da insetti tipo formiche (disseminazione mirmecoria). In questo tipo di piante avviene anche un altro tipo di dispersione: zoocoria. Infatti gli uncini delle brattee dell'involucro si agganciano ai peli degli animali di passaggio disperdendo così anche su lunghe distanze i semi della pianta.

## Distribuzione e habitat
Le specie di questo gruppo si trovano principalmente in Africa e a sud dell'Asia (Indonesia).

## Tassonomia
La famiglia di appartenenza di questa voce (Asteraceae o Compositae, nomen conservandum) probabilmente originaria del Sud America, è la più numerosa del mondo vegetale, comprende oltre 23 000 specie distribuite su 1 535 generi, oppure 22 750 specie e 1 530 generi secondo altre fonti (una delle checklist più aggiornata elenca fino a 1 679 generi). La famiglia attualmente (2021) è divisa in 16 sottofamiglie.

### Filogenesi
Le specie di questo gruppo appartengono alla sottotribù Erlangeinae descritta all'interno della tribù Vernonieae Cass. della sottofamiglia Vernonioideae Lindl.. Questa classificazione è stata ottenuta ultimamente con le analisi del DNA delle varie specie del gruppo. Da un punto di vista filogenetico in base alle ultime analisi sul DNA la tribù Vernonieae è risultata divisa in due grandi cladi: Muovo Mondo e Vecchio Mondo. I generi di Erlangeinae appartengono al subclade relativo all'Africa tropicale e meridionale (l'altro subclade africano comprende anche specie delle Hawaii) frammisti ai generi di altre sottotribù; si tratta quindi di un clade non ancora ben risolto filogeneticamente.
La sottotribù, e quindi i suoi generi, si distingue per i seguenti caratteri:
- le specie della sottotribù sono principalmente di origine Africana;
- nella pubescenza sono presenti peli da asimmetrici a simmetrici a forma di "T";
- alcune specie hanno delle foglie pennate divise in segmenti;
- le infiorescenze in genere non sono sottese alla base da brattee fogliacee;
- il polline varia da triporato a tricolporato;
- gli acheni possono avere da 4 a 12 coste;
- il pappo è cupoliforme.

In precedenza la tribù Vernonieae, e quindi la sottotribù di questo genere, era descritta all'interno della sottofamiglia Cichorioideae.
I caratteri distintivi per le specie di questo genere sono:
- la corolla all'apice è glabra;
- il pappo è assente oppure ha un alto collare.

Il numero cromosomico delle specie di questo genere è: 2n = 20, 32 e 40.

### Elenco delle specie
Questo genere ha 15 specie:
- Ethulia acuminata M.G.Gilbert
- Ethulia bicostata  M.G.Gilbert
- Ethulia burundiensis  M.G.Gilbert & C.Jeffrey
- Ethulia conyzoides  L.
- Ethulia faulknerae  C.Jeffrey
- Ethulia gracilis  Delile
- Ethulia greenwayi  M.G.Gilbert
- Ethulia luzonica  M.G.Gilbert
- Ethulia ngorongoroensis  M.G.Gilbert
- Ethulia paucifructa  M.G.Gilbert
- Ethulia rhizomata  M.G.Gilbert
- Ethulia ruhudjiensis  M.G.Gilbert
- Ethulia scheffleri  S.Moore
- Ethulia triflora  J.Kost.
- Ethulia vernonioides  (Schweinf.) M.G.Gilbert

### Sinonimi
Sono elencati alcuni sinonimi per questa entità:
- Aethulia A.Gray
- Hoehnelia  Schweinf.
- Kahiria  Forssk.
- Pirarda  Adans.